# August Melcher Myrberg

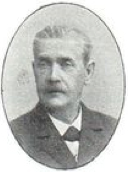
August Melcher Myrberg

August Melcher Myrberg (* 1825; † 1917) war ein schwedischer Komponist.
Myrberg war Mitglied der Königlich Schwedischen Musikakademie 1908. Er wurde ausgezeichnet mit der königlichen Medaille Litteris et Artibus im Jahre 1868. Myrberg promovierte an der Universität Uppsala im Jahre 1854 und wurde dann Beamter des Telegraphenamtes und Lehrer in Stockholm. Er war Leiter der Gesellschaft Par Bricole in Stockholm. Ab 1890 widmete er sich ganz der Musik. Er komponierte zahlreiche Stücke und viele Gesangssoli.
| Personendaten    | Personendaten           |
| ---------------- | ----------------------- |
| NAME             | Myrberg, August Melcher |
| KURZBESCHREIBUNG | schwedischer Komponist  |
| GEBURTSDATUM     | 1825                    |
| STERBEDATUM      | 1917                    |